# کودنگ
کودنگ (به لهستانی:  Kodeń) یک روستا در لهستان است که در گمینا کودنگ واقع شده‌است. کودنگ ۱٬۹۰۰ نفر جمعیت دارد.